# 巴洛内斯
巴洛内斯，是西班牙巴伦西亚自治区阿利坎特省的一个市镇。总面积11km2，总人口185人（2001年），人口密度17人/km2。